# Jack Dishel
Yevgeny Leonidovich Dishel más conocido como Jack Dishel es un músico y cantante originario de la ex Unión Soviética y radicado en Estados Unidos. Inició su carrera musical con el seudónimo de Stipplicon y es el ex vocalista y guitarrista líder de la banda The Moldy Peaches. A partir de 2006 es conocido artísticamente como Only Son.

## Primeros años
Yevgeny Leonidovich Disheen nació en la Unión Soviética, en una familia de origen judío. Su familia emigró a los Estados Unidos cuando tenía tres años y fueron admitidos como refugiados. Se asentaron primero en un barrio de inmigrantes en Queens, para luego mudarse a Long Island cuando Dishel cursaba el cuarto grado del colegio primario. Durante su niñez pudo hablar ruso, idioma que luego olvidó debido al desuso. En una entrevista, el músico confesó que fue luego de la mudanza a Long Island que comenzó a sentir la otredad al encontrarse en un barrio con pocos inmigrantes, y al contrastar que su familia no compartía los mismos intereses culturales que sus amigos estadounidenses, a pesar de haberse podido adaptar bien a los usos y costumbres del país.
Durante su adolescencia se interesó en practicar handball y en el grafiti, y logró tener varias de sus obras callejeras incluidas en revistas de arte urbano. Musicalmente se inclinaba hacia el hip hop. A los dieciocho años incursionó en la música y aprendió a tocar la guitarra de forma autodidacta. Se identificó con el indie rock y sus primeras influencias en materia de este género fueron las bandas Elliott Smith, Built To Spill y Blonde Redhead .

## Carrera musical

### Comienzos como Stipplicon
Una vez que terminó sus estudios universitarios, Dishel se mudó a la ciudad de Nueva York. Comenzó una carrera musical con su banda Stipplicon. Si bien en un principio planeó que fuera un proyecto en solitario luego se unieron algunos de sus amigos y Dishel se desempeñó como guitarrista, cantante y productor. Grabaron su primer álbum de estudio homónimo en 1999 con las discográficas ProAnti Records y Orchard. La cantautora Regina Spektor colaboró con vocales y tocando el piano.

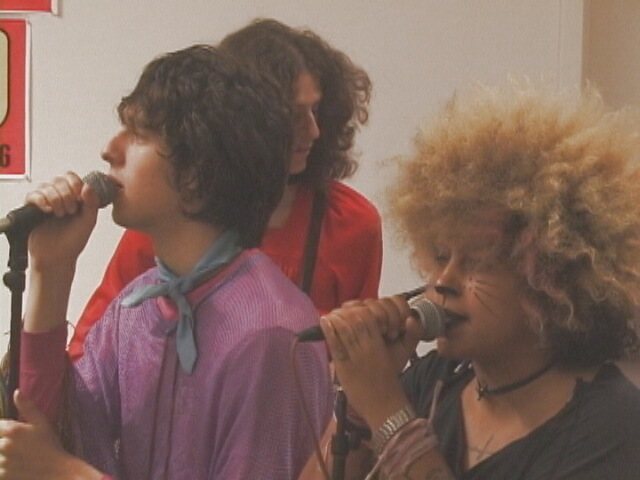
Dishel (atrás) tocando junto a Green (izquierda) y Dawson (derecha) en el 2001.

### The Moldy Peaches
Luego de un moderado éxito producto de varios shows en circuitos locales de música, Dishel conoció a Adam Green y Kimya Dawson de la banda neoyorquina The Moldy Peaches. En el año 2000 se unió a su agrupación, pasando a engrosar la lista de miembros junto a Brian Piltin y Brent Cole. Del género antifolk, tocaban mayormente en cafés de la zona de East Village. La agrupación era conocida por su sonido simple y acústico, mezclado con un tono humorístico, llegando a utilizar disfraces en el escenario.
En 2001 The Moldy Peaches abrió por un mes los shows de la gira musical de The Strokes, una banda de rock de Nueva York, integrada entre otros por Fabrizio Moretti, primo de Dawson. La banda entró en un periodo de inactividad en 2002 y Dishel siguió su carrera colaborando junto a otros artistas y con su proyecto personal Only Son.

### Como Only Son

#### 2006-2010. Inicio conThe Drop to the Top
Luego de su partida de The Moldy Peaches, Dishel inició su discografía como Only son con el álbum The Drop to the Top, que salió a la luz el 26 de septiembre de 2006. Con 34 minutos de duración, contiene once canciones de rock indie y alternativo y prevalece mayormente la guitarra acústica, con el uso ocasional de sintetizadores.  El sitio web Hybridmagazine.com lo llamó «un debut realmente emocionante». Para promocionarlo realizó giras musicales. Años más tarde confesó que sentía que la obra estaba «ensamblada» en contraposición a su segundo álbum Searchlight. En 2009 se unió momentáneamente a la banda Little Joy como guitarrista y reemplazó a Fabrizio Moretti en los coros, y participó de la gira musical de la banda en Estados Unidos ese año.

#### Searchlighty tour junto a Regina Spektor
En 2011 grabó y editó su segundo álbum de estudio como solista Searchlight, con doce canciones, más la pista adicional «Kick ‘Em Out”» con la colaboración de Fabrizio Moretti y Binki Shapiro, contabilizando un total de trece.  La producción corrió por cuenta de Dishel y de Eddie "Pull" Frente; la mezcla también estuvo a cargo de este último en el Purgatory Studios en Nueva York, y la masterización por Fred Kevorkian, bajo la distribución de la ASCAP.Se utilizó el sitio web oficial del músico para lanzar a la venta este álbum el 11 de enero de 2011 por descarga digital . Dishel también compuso, tocó y grabó él mismo todas las canciones en el estudio The Overlook, en la ciudad de Nueva York. y argumentó que esta obra no tiene una temática particular y definió las canciones como «collages de pensamientos y sentimientos». Regina Spektor colaboró junto a Dishel en la canción «Call them Brothers»; escrita primero para integrar Searchlight, una nueva versión acústica de la pista se incluyó en la edición de lujo del álbum de 2012 de Spektor What We Saw from the Cheap Seats. Durante ese año también produjo el EP Bruises From Your Bad Dreams de Jarrod Gorbel, exintegrante de The Honorary Title, y el EP Lucky Ones del cantante Adrien Reju.
A partir de mayo de 2012 Dishel fue telonero en todos los shows de la gira musical de Regina Spektor para promocionar su sexto álbum de estudio What We Saw from the Cheap Seats en Estados Unidos, gran parte de Europa (que incluyó un recital en San Petersburgo, Rusia, tierra madre de la pareja), Oceanía y algunos países de América. Durante su acto de apertura cantó y tocó la guitarra en solitario sin una banda de apoyo y utilizó un iPod para musicalizar las canciones. Allí compuso además un dúo de guitarras acústicas con su esposa en la canción «Call the Brothers».

## Estilo musical e influencias
En las grabaciones Dishel se encarga de tocar la guitarra, el bajo y la batería, y convoca músicos invitados para otros instrumentos de cuerdas y trompetas. Entre ellos destacó el violonchelista Dan Cho, colaborador habitual de Dishel y Spektor hasta su fallecimiento.
En los conciertos en vivo la formación de Only Son incluye a Rick Snell en guitarra, Mike Chiavaro en el bajo, Paul Amorese en batería, Dave Sherman en teclados y Brent Cole en panderetas. El tiempo que le lleva completar una canción es variable, y puede extenderse por años según el músico. Sobre el proceso creativo argumentó que no tiene un método para concebir la melodía y la lírica, y que siempre siente que se trata de «hacer malabares». También ha confesado que prefiere el trabajo en solitario a menudo ocupándose  él mismo de tocar todos los instrumentos, solo colaborando con otros artistas en ciertas ocasiones que lo ameriten.
En materia de influencias, Dishel mencionó sentirse inspirado por el hair metal, el hip hop de principio de los años 90 y música rusa, que en sus palabras «solo entiendo por la mitad». También señaló específicamente las bandas The Beatles, Bob Dylan, The Kinks, Clutch y Guns N Roses. Ben Krieger del sitio web Thedelimagazine.com aseguró que la música de Dishel tiene reminiscencias al estilo propio de Paul McCartney durante la última etapa de los Beatles, a Radiohead de fines de los años 90 y David Bowie.
Los trabajos conjuntos con otros artistas ayudaron a moldear su estilo musical y declaró «cada colaboración que he hecho cambió la forma en la que hago música». Sobre su participación con The Moldy Peaches mencionó el talento de Dawson y Green como compositores y cómo lograban expresar mucho aún sin tener grandes conocimientos musicales; en Little Joy destacó el aprendizaje de la teoría musical de la mano de Moretti, y afirmó que Spektor «es posiblemente la mayor influencia de los últimos años».

## Vida personal y otras actividades

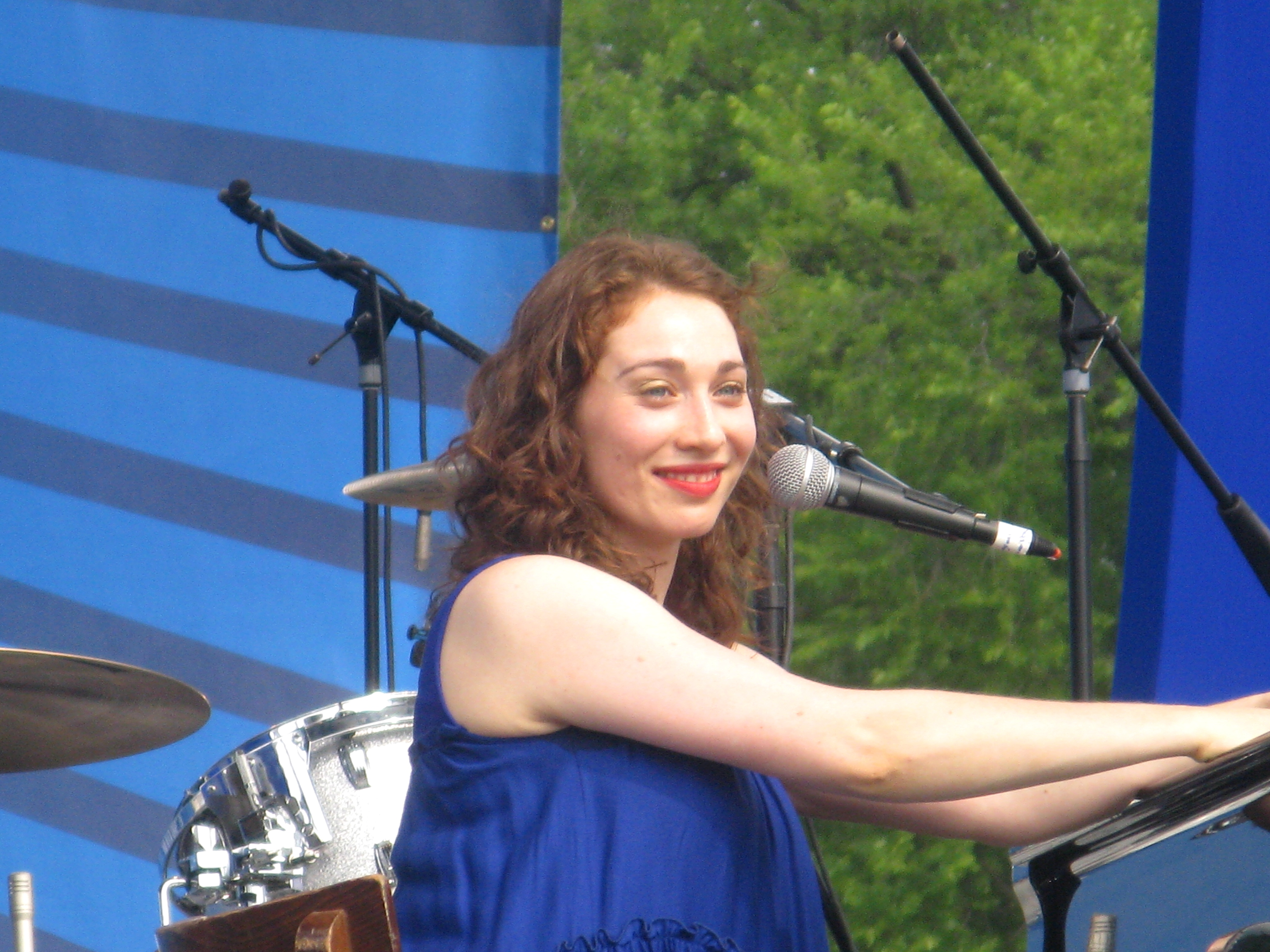
Regina Spektor esposa de Dishel desde 2011, y madre de su hijo. Juntos han colaborado musicalmente en varias ocasiones desde 1999.

En noviembre de 2011, contrajo matrimonio con la artista musical Regina Spektor, también originaria de Rusia y naturaliza estadounidense. La pareja se conoció en 1998 y desde entonces han colaborado mutuamente en sus proyectos musicales. El 1 de abril de 2014 su esposa anunció públicamente en su perfil de Facebook el nacimiento de su primer hijo. La pareja no dejó trascender la fecha del nacimiento ni el nombre, aunque si aclararon que se trata de un varón.
Ha producido material audiovisual, siendo director de los videos musicales de las canciones «Bleeding Heart» y «The Trapper and the Furrier» de Spektor.
En diciembre de 2015 lanzó en la plataforma Youtube una serie web de comedia llamada :DRYVRS; en cada episodio Dishel interpreta un pasajero de 
taxi que conversa con los conductores, encarnados por celebridades como Macaulay Culkin, Rosanna Arquette y Tom Petty. En un principio la serie serviría para complementar la promoción de un nuevo álbum de estudio al incluir canciones inéditas como banda sonora de los episodios. Sin embargo, tras el éxito del capítulo estreno con Culkin cosechando más de 25 millones de visitas, Dishel aplazó dos años la producción del álbum para dedicarse íntegramente a la serie.
En 2016 interpretó un papel en el filme independiente Adam Green's Aladdin del exintegrante de The Moldy Peaches y participó como músico en la banda sonora. Además de su carrera musical Dishel también incursionó en la comedia en vivo a partir de 2011, actividad que surgió a raíz de la necesidad de entretener al público de los conciertos en el espacio entre cada canción. También realiza grafitis legales de forma esporádica.

## Discografía

### Como Stipplicon
- Stipplicon (1999)
- The Late Great Truth (2001)

### En The Moldy Peaches
| Álbumes de estudio - County Fair/Rainbows (2002) - Moldy Peaches 2000: Unreleased Cutz and Live Jamz 1994–2002 (2003) | Sencillos - «Anyone Else but You» |